# Limpieza de sangre
Limpieza de sangre ("blodets renhet") var en rasistisk term som användes i Spanien och Portugal under tidigmodern tid för att beskrivs "gammalkristna", det vill säga personer utan converso eller morisker bland sina förfäder, och användes för att diskriminera personer med judar eller muslimer bland sina förfäder. Termen spelade också en stor roll i spanska och portugisiska kolonier för att skilja spanska kolonister från personer av inhemskt eller afrikanskt ursprung.  